# Геолошке ере
Ера у геологији представља елемент поделе геолошког времена којим се врши подела еона. 

## Подела геолошких ера

### Хадајк
Хадајк као најстарије доба у геолошкој историји Земље је доба о коме нема никаквих података те у оквиру њега није могућа временска подела.

### Архаик
Архаик је подељен на четири ере: еоархаик, палеоархаик, мезоархаик и неоархаик.

### Протерозоик
Протерозоик је подељен на три геолошке ере: палеопротерозоик (стари), мезопротерозоик (средњи) и неопротерозоик (млади).
Хадајк, архаик и протерозоик представљају период времена у геолошкој историји који се назива прекамбријум. Нису пронађени фосилни остаци животиња са љуштурама из прекамбријума тако да је то основни разлог за одвајање од фанерозоика.

### Фанерозоик
Фанерозојски еон је подељен на три ере: палеозоик, мезозоик, и кенозоик који представљају три стадијума у макроскопском палеонтолошком запису. Ове ере су раздвојене међама које су обележене масовним изумирањем, међа П-Т између палеозоика и мезозоика и међа К-Т између мезозоика и кенозоика.